# Красносельцев, Николай Фомич
Никола́й Фоми́ч Красносе́льцев (1845—1898) — российский историк церкви, литургист и археолог; профессор Новороссийского университета.

## Биографические сведения
Родился в 1845 году в семье священника, окончил Уфимскую духовную семинарию и Казанскую духовную академию (1870). За диссертацию «Западные миссии против татар язычников и особенно мухомедан» (Казань, 1872) был удостоен степени магистра. Все последующие его работы имели археологический и историко-литературный характер; особенно много он работал над литургикой.
С 1870 года он был преподавателем Священного писания и татарского языка в Самарской духовной семинарии, в 1871 году по указанию ректора Казанской академии архимандрита Никанора (Бровковича) возглавил вновь созданную по Уставу 1869 года кафедру литургики и церковной археологии.
В 1871 году избран казанской духовной академией на кафедру церковной археологии и командирован за границу, по преимуществу в Италию, для изучения памятников христианской древности; в 1888 году путешествовал с той же целью по Востоку.
В 1889 году был назначен экстраординарным профессором церковной истории в Новороссийский университет и ежегодно в летние месяцы ездил на Афон, откуда постоянно привозил ценные материалы. Современники утверждали, что библиотеку Пантелеймоновского монастыря он знал также хорошо как университетскую. В 1890 году в одной из рукописей монастыря он обнаружил «Вопросы и Ответы полезные и любопытные, ради изъяснения поставленные», выяснив источники одного из литературно-исторических памятников «Беседы Трех Святителей» («К вопросу о греческих источниках „Беседы трех святителей“»).
Скончался 11 сентября 1898 года в Константинополе; похоронен на греческом православном кладбище в стамбульском районе Шишли. Могила находится на третьем участке справа, если идти по дороге, ведущей от входа в кладбищенский храм. Сохранился надгробный обелиск.

## Публикации
- «"Толковая служба" и другие сочинения, относящиеся к объяснению богослужения в Древней Руси до XVIII века (библиографический обзор).» ( «Православный собеседник» 1878 г., кн. II);
- «Очерки из истории христианского храма» (Казань, 1881);
- «О происхождении христианского храма» (Казань, 1881);
- Памятник древнерусской письменности, относящийся к истории нашего богослужения в XVI в. // Православный собеседник. Казань, 1884. Т. 1. С. 93–108.
- «Древнехристианские усыпальницы и значение сделанных в них открытий для богословской науки» (Казань, 1883);
- «Сведения о некоторых литургических рукописях ватиканской библиотеки, с приложением исследований и текстов» (Казань, 1885);
- «Богослужение Иерусалимской Церкви в конце IV века» (Казань), 1888;
- «Славянские рукописи Патриаршей библиотеки в Иерусалиме» // Православный собеседник. Казань, 1888. Т. 12. С. 1–32.
- «К истории православного богослужения по поводу некоторых церковных служб и обрядов ныне неупотребляющихся» (Казань : тип. Имп. ун-та, 1889) ;
- «Материалы для истории чинопоследовования литургии св. Иоанна Златоуста» (вып. 1, Каз., 1889);
- «О значении археологических открытий для обработки древней церковной истории» («Записки Новороссийского Университета», 1889);
- «К вопросу о греческих источниках „Беседы трех святителей“» (Одесса, 1890);
- «Памяти проф. казанской духовной академии И. Я. Порфирьева» (Одесса, 1890);
- О пещном действе: замечания и поправки к статье М. Савинова // Русский филологический вестник. Варшава, 1891. Т. 26. С. 1–6.
- «Типик церкви св. Софии в Константинополе IX века» (Одесса,1892);
- «Патриарх Фотий и византийское богослужение его времени» (Одесса, 1892);
- «Никанор, архиепископ херсонский и одесский, и его учёно-литературная деятельность» (Одесса, 1893);
- «О древних литургических толкованиях» (Одесса, 1894);
- «"Прение" Панагиота с Азимитом по новым греческим спискам» (Одесса, 1896).
- Рецензия на книгу И. Андреева «Константинопольские патриархи от времени Халкидонского собора до Фотия» // Византийский временник. СПб., 1897. Т. 4. С. 192–208.
- Рецензия на книгу А. А. Дмитриевского «Описание литургических рукописей, хранящихся в библиотеках Православного Востока», т. 1 // Византийский временник. СПб., 1897. Т. 4. С. 587–615.
- Addenda к изданию А. Васильева «Anecdota graeco-byzantina» (Москва, 1893). Одесса, 1898. (Отдельный оттиск из журнала «Летопись Историко-филологического общества при Императорском Новороссийском университете»).